# デシメートル

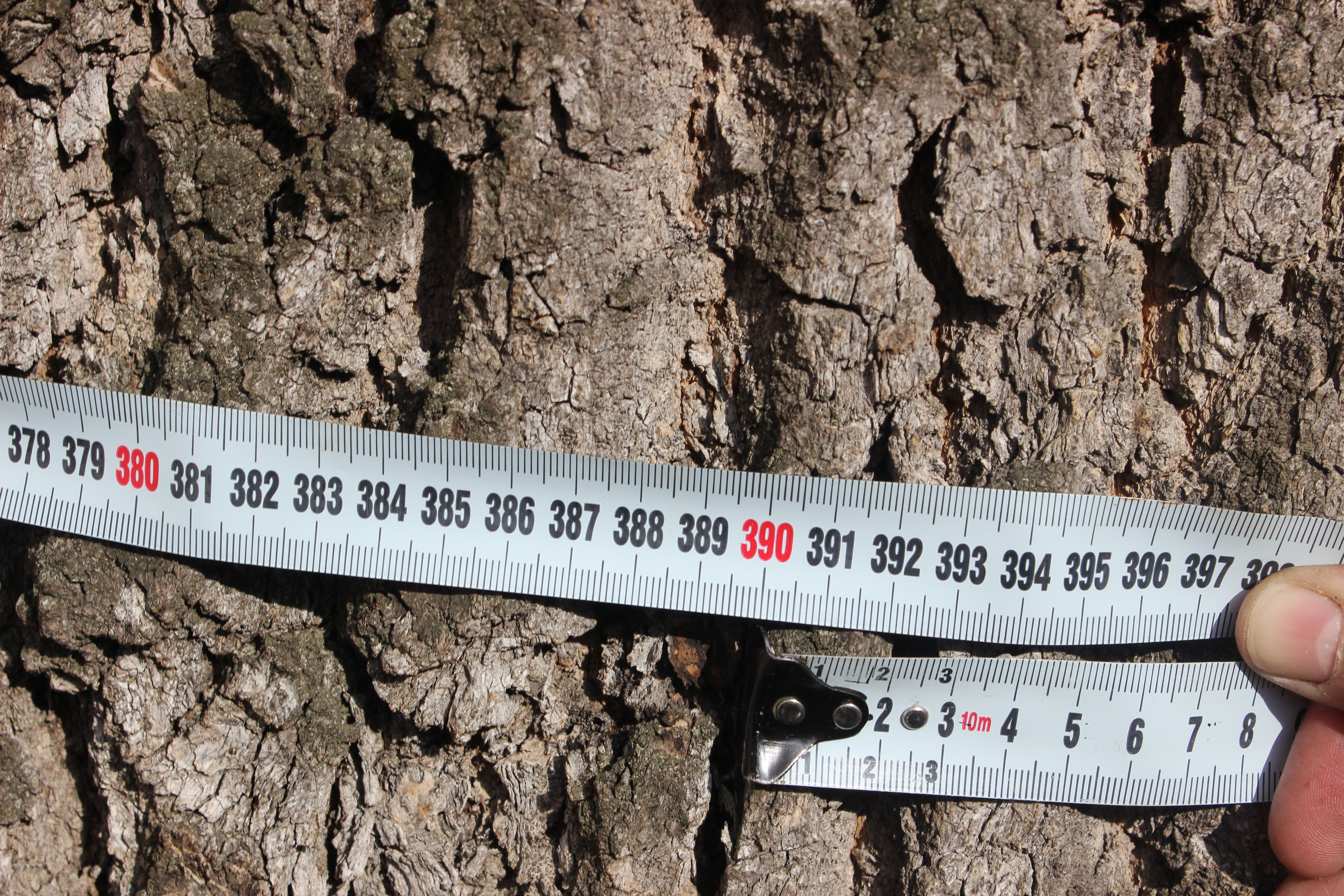
1デシメートルごとに赤字になっている。

デシメートル（記号dm）は、国際単位系の長さの単位で、1/10メートル(m)。漢字では「粉」と表記する（中国にはこの意味はなく日本での国訓）。日常的にはあまり使われることが少ない。
- 1 dm = 10 cm = 3.937 in
- 1 dm3 = 1 L

センチメートル ≪ デシメートル ≪ メートル

## 符号位置
| 記号 | Unicode | JIS X 0213 | 文字参照          | 名称      |
| ---- | ------- | ---------- | ----------------- | --------- |
| ㍷   | U+3377  | -          | &#x3377; &#13175; | SQUARE DM |